# Eupithecia conterminata
Eupithecia conterminata es una especie de polilla de la familia Geometridae. La especie fue descrita por primera vez por Friederike Lienig habiendo sido descrita en 1846, con distribución en Europa Central, desde el Cáucaso hasta Siberia. El holotipo de la especie fue descrita en los alrededores de Berlín. Cuenta con dos subespecies: Eupithecia conterminata conterminata y Eupithecia conterminata idiopusillata

## Descripción
Es una polilla pequeña con una envergadura de 14 a 17 milímetros (0,6 a 0,7 plg). La base del abdomen es gris pálido, el margen anterior del ala es amplio y negruzco, con una punta discal ancha, con líneas sinuosas.: Notas 1  La línea exterior cuenta con vetas de venas negras contiguas. Tiene una línea gris media posterior bien definida y poco angulosa.

## Ciclo de vida
Hay dos generaciones por año con adultos volando desde mediados de mayo hasta junio.
Las orugas se alimentan de Picea abies. Las orugas se pueden encontrar desde finales de julio hasta mediados de agosto. Pasa el invierno como pupa.